# 沃伊切赫·斯馬喬夫斯基

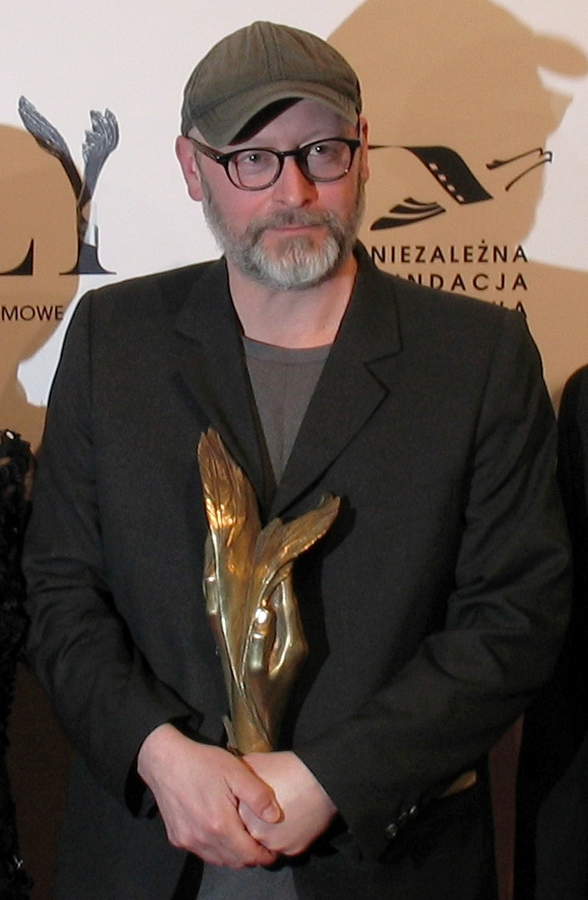
Wojciech Smarzowski

沃伊切赫·斯馬喬夫斯基（Wojciech Smarzowski）是波蘭導演。

## 生平
沃伊切赫·斯馬喬夫斯基以《蘿絲吾愛》（Rose，2011）獲得波蘭電影學院獎數個獎項。

## 作品
- 《黑暗之家》（Dom zly）
- 《蘿絲吾愛》（Rose，2011）
- 《脫序婚禮》（The Wedding）